# Aspidelaps scutatus
Aspidelaps scutatus, llamada comúnmente cobra nariz de escudo o también cobra escudo o serpiente escudo, es una especie de serpiente del género Aspidelaps, familia Elapidae. Se encuentran tres o cuatro subespecies en el sur de África.

## Características
A. scutatus son pequeñas serpientes cuyos cuerpos compactos alcanzan una longitud de 40 a 60 centímetros. La cabeza es muy corta y apenas se separa del cuello. Lleva el nombre del escudo de hocico notablemente ancho que cubre la punta del hocico y termina en la parte superior de la cabeza al nivel de los ojos para formar un triángulo obtuso. Los lados de la cabeza se estrechan en una esquina brillante, la nuca y la garganta son negras. La región de la mandíbula inferior y la garganta son blanquecinas. El color del cuerpo varía de gris a marrón a rojizo con manchas de silla de montar de marrón a casi negras o bandas transversales irregulares. El lado ventral es de color amarillento a gris-blanco. El tronco tiene 21, raramente 23 filas de escamas lisas o con quillas débiles en el medio, en los machos de 25 a 30 y en las hembras de 20 a 24 escudos subcaudales y un escudo anal indiviso.

## Distribución geográfica
Se encuentra en Namibia, Botsuana, Zimbabue, noreste de Sudáfrica, Mozambique, Suazilandia